# Michelangelo Morlaiter
Michelangelo Morlaiter (Venise, 1729-1806) est un peintre et sculpteur italien qui a été actif du XVIIIe et au début du XIXe siècle.

## Biographie
Fils du sculpteur vénitien du XVIIIe siècle Giovanni Maria Morlaiter, Michelangelo Morlaiter est surtout connu pour ses tableaux de figures carnavalesques et sur les scènes de vie vénitiennes du XVIIIe siècle.

## Œuvres
- Venise récompense les Beaux-Arts, huile sur toile, 1756, Galeries de l'Académie de Venise[1]

- Fresques, église san Bartolomeo, Venise
- Groupe de cinq personnes avec une femme voilée de noir (fresque), Palazzo Grassi, Venise
- Remise des diplômes des beaux-arts à Venise (fresque), Palazzo Grassi
- Groupe de deux notaires et deux fonctionnaires (fresque), Palazzo Grassi
- Groupe de trois notaires (fresque), Palazzo Grassi
- Groupe de cinq personnes avec un laquais tenant un plateau (fresque), Palazzo Grassi, Venise
- Couronnement de la Vierge(1775), église Palazzolo sull'Oglio

- Œuvre(s) visible(s) dans l’église dell'Angelo Raffaele de Venise